# Стони рачунар
Стони рачунар или десктоп рачунар (енгл. desktop computer) врста је личног рачунара намењена употреби на радном столу.
За разлику од преносивих рачунара, стони рачунар се не може преносити с једног места на друго и током употребе увек мора бити прикључен у утичницу.